# Synagoga Głogowska we Wrocławiu (ul. Świebodzka 6)
Synagoga Głogowska we Wrocławiu – nieistniejąca synagoga terytorialna, która znajdowała się we Wrocławiu, przy ulicy Świebodzkiej 6.
Synagoga została założona w 1908 roku. Została przeniesiona ze starej siedziby mieszczącej się przy ulicy Krupniczej 6. Uczęszczały do niej głównie osoby pochodzące z regionu głogowskiego. W 1912 roku synagoga została przeniesiona do nowej siedziby, mieszczącej się przy ulicy Piłsudskiego 38.